# Abdul Musawir
Abdul Musawir là một cầu thủ bóng đá người Indonesia hiện tại thi đấu cho Persiraja Banda Aceh ở Liga Indonesia Premier Division ở vị trí tiền vệ chạy cánh.